# Guazú Cuá
Guazú Cuá es un municipio y localidad paraguaya, situada en el sur del departamento de Ñeembucú. Se halla localizado a 42 km de Pilar y a 256 km de Asunción. Fue fundada en 1775 por Agustín Fernando de Pinedo como Villa Franca de los Remolinos.

## Toponimia
Según la leyenda, durante la Guerra de la Triple Alianza los pobladores de esa región la abandonaron, y al regresar, encontraron tantos venados (en guaraní «guasu») en el lugar que decidieron llamarla «Guazú Cuá».

## Geografía
La zona está rodeada de arroyos, esterales y ríos, predominan los terrenos bajos.

### Clima
En la zona existen innumerables esteros, arroyos y ríos que contribuyen a que el clima sea fresco y húmedo. La temperatura media del departamento es de 22 °C, la temperatura máxima puede oscilar entre 37 y 40 °C, la mínima entre 5 a 2 °C. Los meses más lluviosos son enero, marzo, abril y octubre, los más secos son mayo y agosto.

## Economía
La principal actividad de los pobladores de Guazú Cuá es la ganadería y la agricultura.

## Cultura
La Iglesia de la Inmaculada Concepción es una antigua edificación, el inicio de su construcción data del año 1849 y fue inaugurado en 1852, con la presencia del presidente Carlos Antonio López. Conserva un retablo tallado de madera, techo de madera y barro, gruesas paredes hechas de adobe y amplios ventanales, posee además imágenes de santos.